# FC 크라스노다르

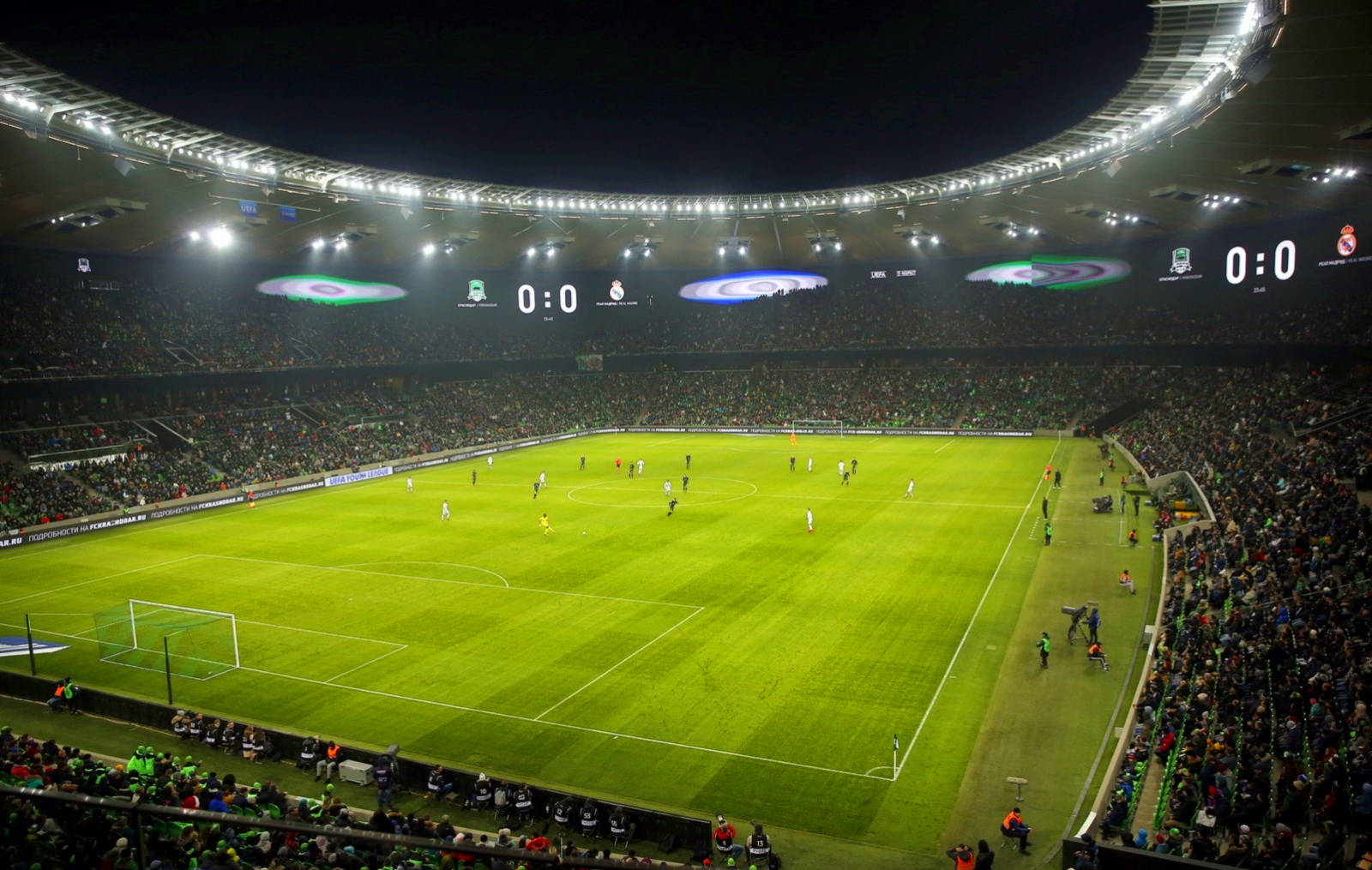

FC 크라스노다르(러시아어: ФК «Краснода́р», 영어: FC Krasnodar)는 2008년에 창단된 러시아 크라스노다르의 축구 클럽이다. 2008년 러시아 2부 리그 시즌에서 3위를 차지하면서 러시아 1부 리그로 승격되었으며, 2010년 러시아 1부 리그 시즌에서 5위를 차지하면서 러시아 프리미어리그로 승격되었다.
2013년, FC 크라스노다르는 2016년 10월 9일에 개장한 35,074석 규모의 크라스노다르 스타디움 건설을 시작했다. 경기장이 완공될 때까지 FC 크라스노다르는 쿠반 스타디움에서 홈 경기를 계속 치렀다.
2022년 러시아의 우크라이나 침공 이후, 유럽 클럽 협회는 다른 모든 러시아 클럽 및 국가대표팀과 함께 팀의 유럽 대회 출전을 중단시켰다.

## 선수단

### 1군 명단
2025년 7월 23일 기준

참고: FIFA 자격 규정에 따라 소속된 국가대표팀 국기를 표시합니다. 선수는 복수의 FIFA 비회원국 국적을 가지고 있을 수 있습니다.
| 번호 | 포지션 | 국적 | 이름              |
| ---- | ------ | ---- | ----------------- |
| 14   | MF     |      | 구스타부 푸르타도 |

| 번호 | 포지션 | 국적 | 이름              |
| ---- | ------ | ---- | ----------------- |
| 88   | MF     |      | 니키타 크립초프   |
| 98   | DF     |      | 세르게이 페트로프 |

## 역대 감독
| 감독              | 임기 |
| ----------------- | ---- |
| 올레흐 프로타소우 | 2008 |
| 다니엘 파르케     | 2022 |